# Flusso di radiazione
Consideriamo una sorgente luminosa puntiforme e una superficie S, tracciamo poi i raggi che provengono dalla sorgente e che passano per il contorno della superficie S, tale superficie delimita un angolo solido Ω; si dice che la radiazione attraversa la superficie S.
Si definisce come flusso di radiazione ΦΩ  attraverso una superficie S la quantità di energia che investe la superficie nell'unità di tempo.
Se il mezzo è omogeneo, isotropo e non assorbente allora il flusso di radiazione emesso dalla sorgente dell'angolo solido Ω si intende come la qualità di energia radiante che attraversa nell'unità di tempo una qualunque sezione dell'angolo solido, e il suo valore è costante.